# Onze-Lieve-Vrouw-van-Fatimakerk (Kapellen)
De Onze-Lieve-Vrouw-van-Fatimakerk te Kapellen is een van de anno 2021 vijf actieve kerken te Kapellen. Deze kerk is het werk van de Paters Oblaten, die als opdracht kregen hun missiewerk tussen Kapellen en Hoevenen te gaan uitvoeren, wegens de dalende interesse voor de godsdienstbeleving in deze regio. De paters verbleven op verschillende locaties in Kapellen, tot beslist werd om een kapel op te richten in hun werkgebied. In 1947 werd door Louis Bareel een perceel grond aan de Binnenweg verkocht aan de orde en werd meteen begonnen met de bouw van de kapel. Deze werd in juli 1948 ingewijd en aan O.L.V. van Fatima verbonden. In de omgeving - in de Essenhoutstraat - werd ook het klooster van de "Paters Oblaten" gebouwd. De parochie werd gekoppeld aan de St. Jacobusparochie, die in 1985 ook eigenaar en beheerder werd van de kapel en tot verbouwingen overging, die het huidige beeld van de kapel bepalen.

## Eugeen Van Helden[3]
Op verzoek van de paters oblaten kwam Eugeen Van Helden op 1 april 1965 naar Kapellen-Essenhout. Drie maanden later, op 18 juni 1965, werd de Kapelanie Onze-Lieve-Vrouw van Fatima opgericht en stelde de bisschop van Antwerpen pater Van Helden aan.
Zijn opdracht: de openbare wijkkapel aan de Binnenweg uitbouwen tot een parochie. Het zou een tijd worden van bouwen aan het mooie complex van de kapel van Essenhout en de ontmoetingszaal Muysbroek. Maar bovenal werd het een vruchtbare tijd van ‘er zijn voor mensen’. Voor zijn mensen. Voor ieder zonder onderscheid.